# Championnats du monde d'Ironman 2007
Navigation
Édition précédente Édition suivante
Les championnats du monde d'Ironman 2007 se déroule le 13 octobre 2007 à Kailua-Kona dans l'État d'Hawaï. Ils sont organisés par la World Triathlon Corporation.

## Résultats du championnat du monde

### Hommes
| Pos.    | Temps           | Nom                 | Pays               | Détail temps | Détail temps | Détail temps    | Détail temps | Détail temps    |
| Pos.    | Temps           | Nom                 | Pays               | Natation     | T1           | Cyclisme        | T2           | Course à pied   |
| ------- | --------------- | ------------------- | ------------------ | ------------ | ------------ | --------------- | ------------ | --------------- |
|         | 8 h 15 min 34 s | Chris McCormack     | Australie          | 51 min 48 s  | 2 min 23 s   | 4 h 37 min 32 s | 1 min 52 s   | 2 h 42 min 02 s |
|         | 8 h 19 min 04 s | Craig Alexander     | Australie          | 51 min 40 s  | 1 min 58 s   | 4 h 38 min 11 s | 2 min 04 s   | 2 h 45 min 13 s |
|         | 8 h 21 min 30 s | Torbjørn Sindballe  | Danemark           | 53 min 25 s  | 1 min 50 s   | 4 h 25 min 26 s | 3 min 26 s   | 2 h 57 min 25 s |
| 4       | 8 h 22 min 33 s | Tim DeBoom          | États-Unis         | 51 min 39 s  | 1 min 53 s   | 4 h 38 min 20 s | 2 min 15 s   | 2 h 48 min 29 s |
| 5       | 8 h 23 min 31 s | Marino Vanhoenacker | Belgique           | 53 min 21 s  | 1 min 59 s   | 4 h 33 min 06 s | 2 min 08 s   | 2 h 53 min 00 s |
| 6       | 8 h 25 min 49 s | Chris Lieto         | États-Unis         | 51 min 37 s  | 2 min 11 s   | 4 h 28 min 18 s | 3 min 29 s   | 3 h 00 min 16 s |
| 7       | 8 h 26 min 00 s | Eneko Llanos        | Espagne            | 51 min 47 s  | 2 min 01 s   | 4 h 38 min 12 s | 2 min 18 s   | 2 h 51 min 43 s |
| 8       | 8 h 30 min 01 s | Luc Van Lierde      | Belgique           | 51 min 42 s  | 1 min 46 s   | 4 h 38 min 18 s | 2 min 48 s   | 2 h 55 min 28 s |
| 9       | 8 h 33 min 28 s | Michael Lovato      | États-Unis         | 53 min 27 s  | 1 min 50 s   | 4 h 41 min 32 s | 2 min 38 s   | 2 h 54 min 03 s |
| 10      | 8 h 35 min 10 s | Patrick Vernay      | Nouvelle-Calédonie | 53 min 24 s  | 1 min 59 s   | 4 h 49 min 17 s | 2 min 19 s   | 2 h 48 min 13 s |
| Source: |                 |                     |                    |              |              |                 |              |                 |

### Femmes
| Pos.     | Temps           | Nom                 | Pays             | Détail temps    | Détail temps | Détail temps    | Détail temps | Détail temps    |
| Pos.     | Temps           | Nom                 | Pays             | Natation        | T1           | Cyclisme        | T2           | Course à pied   |
| -------- | --------------- | ------------------- | ---------------- | --------------- | ------------ | --------------- | ------------ | --------------- |
|          | 9 h 08 min 45 s | Chrissie Wellington | Royaume-Uni      | 58 min 09 s     | 2 min 22 s   | 5 h 06 min 15 s | 2 min 03 s   | 2 h 59 min 58 s |
|          | 9 h 14 min 04 s | Samantha McGlone    | Canada           | 58 min 07 s     | 2 min 15 s   | 5 h 10 min 31 s | 2 min 20 s   | 3 h 00 min 52 s |
|          | 9 h 19 min 13 s | Kate Major          | Australie        | 58 min 08 s     | 2 min 22 s   | 5 h 10 min 16 s | 1 min 54 s   | 3 h 06 min 35 s |
| 4        | 9 h 26 min 47 s | Joanna Lawn         | Nouvelle-Zélande | 58 min 15 s     | 2 min 09 s   | 5 h 10 min 18 s | 2 min 22 s   | 3 h 13 min 45 s |
| 5        | 9 h 26 min 55 s | Rebecca Preston     | Australie        | 58 min 08 s     | 2 min 05 s   | 5 h 17 min 23 s | 2 min 07 s   | 3 h 07 min 14 s |
| 6        | 9 h 27 min 19 s | Rebekah Keat        | Australie        | 58 min 13 s     | 2 min 06 s   | 5 h 16 min 03 s | 2 min 43 s   | 3 h 08 min 17 s |
| 7        | 9 h 33 min 34 s | Dede Griesbauer     | États-Unis       | 53 min 27 s     | 2 min 10 s   | 5 h 13 min 06 s | 2 min 51 s   | 3 h 22 min 03 s |
| 8        | 9 h 36 min 10 s | Leanda Cave         | Royaume-Uni      | 53 min 13 s     | 2 min 19 s   | 5 h 13 min 46 s | 2 min 32 s   | 3 h 24 min 22 s |
| 9        | 9 h 37 min 54 s | Belinda Granger     | Australie        | 58 min 07 s     | 2 min 20 s   | 5 h 10 min 18 s | 2 min 53 s   | 3 h 24 min 19 s |
| 10       | 9 h 39 min 47 s | Erika Csomor        | Hongrie          | 1 h 03 min 18 s | 2 min 31 s   | 5 h 29 min 10 s | 3 min 25 s   | 3 h 01 min 25 s |
| Source : |                 |                     |                  |                 |              |                 |              |                 |